# Yukiya Amano
Yukiya Amano (japanska: 天野 之弥; hepburn: Amano Yukiya), född 9 maj 1947 i Yugawara i Japan, död 18 juli 2019 i Wien i Österrike, var en japansk diplomat, internationell ämbetsman för FN och IAEA:s generaldirektör från 2009 fram till sin död. Han var flerspråkig och talade engelska, franska och japanska.

## Publikationer
- "A Japanese View on Nuclear Disarmament" (2002). The Non-Proliferation Review
- "The Significance of the NPT Extension" (1996). Future Restraints on Arms Proliferation
- "La Non-Prolifération Nucléaire en Extrême-Orient" (1995). Proliferation et Non-Proliferation Nucleaire
- "Sea Dumping of Liquid Radioactive Waste by Russia" (1994). Gaiko Jiho